# 푸아송 방정식
푸아송 방정식(Poisson方程式, 영어: Poisson’s equation)은 2차 편미분 방정식의 하나다. 라플라스 방정식을 일반화한 것이다. 시메옹 드니 푸아송의 이름을 땄다.

## 정의
{\displaystyle n}차원 다양체 {\displaystyle M} 위에서, {\displaystyle f}가 {\displaystyle M} 위에 주어진 함수라고 하자. 그렇다면 푸아송 방정식은 미지 함수 {\displaystyle \phi }에 대한 다음과 같은 2차 편미분 방정식이다.
{\displaystyle \Delta \phi =f}
여기서 {\displaystyle \Delta }는 라플라스-벨트라미 연산자이며, 이는 {\displaystyle M}이 평탄할 때 라플라스 연산자와 같다.

## 그린 함수
푸아송 방정식은 그린 함수를 사용하여 풀 수 있다. {\displaystyle n}차원 유클리드 공간에서 푸아송 방정식의 그린 함수 {\displaystyle G_{n}(\mathbf {r} )}는 다음과 같다.
{\displaystyle G_{1}(r)=-{\frac {|r|}{2}}}
{\displaystyle G_{2}(\mathbf {r} )=-{\frac {\ln(\Vert \mathbf {r} \Vert )}{2\pi }}}
{\displaystyle G_{n}(\mathbf {r} )={\frac {1}{V_{n}\Vert \mathbf {r} \rVert ^{n-2}}}} ({\displaystyle n>2})
여기서
{\displaystyle V_{n}=2\pi ^{n/2}/\Gamma (n/2)}
은 반지름이 1인 {\displaystyle n-1}차원 초구의 (초)면적이고, {\displaystyle \Gamma }는 감마 함수다. 예를 들어
{\displaystyle V_{1}=2}
{\displaystyle V_{2}=2\pi }
{\displaystyle V_{3}=4\pi }
{\displaystyle V_{4}=2\pi ^{2}}
이다. 그린 함수 {\displaystyle G_{n}}은 다음을 만족시킨다.
{\displaystyle \Delta G_{n}(\mathbf {r} )=-\delta ^{(n)}(\mathbf {r} )}
여기서 {\displaystyle \delta ^{(n)}}는 {\displaystyle n}차원 디랙 델타 함수다.

## 응용
전자기학에서, 주어진 전하 분포가 발생시키는 전위를 계산할 때 쓰인다. 이 경우 {\displaystyle f}는 주어진 전하 밀도이고, {\displaystyle \phi }는 전위로 해석한다.

## 같이 보기
- 헬름홀츠 방정식
- 조화 함수
- 열 방정식
- 퍼텐셜 이론